# Graham Poll
Graham Poll (Tring, Hertfordshire, Anglia, 1963. július 29. –) angol nemzetközi labdarúgó-játékvezető. Kereskedelmi menedzser, sportújságíró, a BBC Sport labdarúgó-közvetítéséért felelős szakértője.

## Pályafutása

### Nemzeti játékvezetés
A játékvezetői vizsgát 1980-ban tette le, ezt követő gyakorlati időszakban kiemelkedő képességű játékvezetői tanoncnak tartották. A szakmai tapasztalatok megszerzése, teljesítményének elismeréseként 1986-tól országos minősítésű, 1991-től az első liga gyakorló, 1993-tól kiemelt, 1993 és 2007 között a Premier League minősített játékvezetője. A nemzeti aktív játékvezetéstől, összesen 1544 mérkőzéssel a háta mögött, 2007-ben, 45. életévét betöltve búcsúzott a Portsmouth–Arsenal (0:0) találkozó dirigálásával.
Véleménye [forrás?]: 
- a jó játékvezetésről: A jó bíráskodás titka a belső magabiztosságban rejlik.
- a tévedésről: Ha elkövetsz egy nagy hibát, biztos lehetsz benne, hogy az utolsó mérkőzésed volt a világbajnokságon – Európa-bajnokságon.

#### Nemzeti kupamérkőzések
Vezetett Kupa-döntők száma: 3.

##### Angol labdarúgó-szuperkupa
| Időpont            | Helyszín                | Mérkőzés típusa | Mérkőzés                        | Eredmény | Nézők száma |
| ------------------ | ----------------------- | --------------- | ------------------------------- | -------- | ----------- |
| 1998. augusztus 9. | Wembley Stadion, London | döntő           | Arsenal FC–Manchester United FC | 3 – 0    | 67 342      |

##### Fa-kupa
A döntő mérkőzés volt az utolsó, amit a régi Wembley Stadionban rendeztek.
| Időpont         | Helyszín                | Mérkőzés típusa | Mérkőzés                  | Eredmény | Nézők száma |
| --------------- | ----------------------- | --------------- | ------------------------- | -------- | ----------- |
| 2000. május 20. | Wembley Stadion, London | döntő           | Chelsea FC–Aston Villa FC | 1 – 0    | 78 217      |

##### Ligakupa-döntő
| Időpont           | Helyszín                    | Mérkőzés típusa | Mérkőzés                                 | Eredmény | Nézők száma |
| ----------------- | --------------------------- | --------------- | ---------------------------------------- | -------- | ----------- |
| 2002. február 24. | Millennium Stadion, Cardiff | döntő           | Blackburn Rovers FC–Tottenham Hotspur FC | 2 – 1    | 72 500      |

### Nemzetközi játékvezetés
Az Angol labdarúgó-szövetség Játékvezető Bizottsága (JB) terjesztette fel nemzetközi játékvezetőnek, a Nemzetközi Labdarúgó-szövetség (FIFA) 1996-tól tartotta nyilván bírói keretében. Több nemzetek közötti válogatott és klubmérkőzést vezetett, vagy működő társának 4. bíróként segített. FIFA JB besorolás szerint elit kategóriás bíró. Az angol nemzetközi játékvezetők rangsorában, a világbajnokság-Európa-bajnokság sorrendjében a 2. helyet foglalja el 19 találkozó szolgálatával. Európai-kupamérkőzések irányítójaként az örök ranglistán a 7. helyet foglalja el 62 találkozó vezetésével. A 2006-os németországi világbajnokságon általa vezetett, sorsdöntő, Horvátország-Ausztrália mérkőzésen a horvát Josip Simunicnak három sárga lapot adott, ami kettétörte játékvezetői karrierjét. Ezután az aktív nemzetközi játékvezetéstől 2006-ban búcsúzott. Válogatott mérkőzéseinek száma: 23.

#### Labdarúgó-világbajnokság
A világbajnoki döntőhöz vezető úton Franciaországba a XVI., az 1998-as labdarúgó-világbajnokságra, Dél-Koreába és Japánba a XVII., a 2002-es labdarúgó-világbajnokságra valamint Németországba a XVIII., a 2006-os labdarúgó-világbajnokságra a FIFA JB bíróként alkalmazta. Világbajnokságon vezetett mérkőzéseinek száma: 4.

##### 1998-as labdarúgó-világbajnokság

###### Selejtező mérkőzés
| Időpont          | Helyszín                     | Mérkőzés típusa           | Mérkőzés                | Eredmény | Nézők száma |
| ---------------- | ---------------------------- | ------------------------- | ----------------------- | -------- | ----------- |
| 1997. április 2. | Tofik Bahramov Stadion, Baku | előselejtező (3. csoport) | Azerbajdzsán–Finnország | 1 – 2    | 19 000      |

##### 2002-es labdarúgó-világbajnokság

###### Selejtező mérkőzés
Selejtező mérkőzéseket az UEFA és a CONMEBOL zónában vezetett.
| Időpont             | Helyszín                               | Mérkőzés típusa            | Mérkőzés              | Eredmény | Nézők száma |
| ------------------- | -------------------------------------- | -------------------------- | --------------------- | -------- | ----------- |
| 2000. október 11.   | De Kuip, Rotterdam                     | előselejtező (2. csoport)  | Hollandia–Portugália  | 0 – 2    | 44 620      |
| 2001. szeptember 1. | Bežigrad Stadion, Ljubljana            | előselejtező (1. csoport)  | Szlovénia–Oroszország | 2 – 1    | 8000        |
| 2001. november 14.  | Defensores del Chaco Stadion, Asunción | előselejtező (18. forduló) | Paraguay–Kolumbia     | 0 – 4    | 25 000      |

###### Világbajnoki mérkőzés
Az olasz sajtó könyörtelenül a nyakába varrta csapatuk vereségét, pedig nagyon sok olasz játékos, motiváció nélkül, enerváltan játszott. Poll csomagolhatott, nem kapott több lehetőséget.
| Időpont         | Helyszín                | Mérkőzés típusa              | Mérkőzés                 | Eredmény | Nézők száma |
| --------------- | ----------------------- | ---------------------------- | ------------------------ | -------- | ----------- |
| 2002. június 8. | Kasima Stadion, Ibaraki | csoportmérkőzés (G. csoport) | Olaszország–Horvátország | 1 – 2    | 36 472      |

##### 2006-os labdarúgó-világbajnokság
Selejtező mérkőzéseket az UEFA és az AFC zónában vezetett.

###### Selejtező mérkőzés
| Időpont             | Helyszín                         | Mérkőzés típusa           | Mérkőzés                            | Eredmény | Nézők száma |
| ------------------- | -------------------------------- | ------------------------- | ----------------------------------- | -------- | ----------- |
| 2004. szeptember 4. | Skonto Stadion, Riga             | előselejtező (3. csoport) | Lettország–Portugália               | 0 – 2    | 8500        |
| 2005. augusztus 17. | Skonto Stadion, Riga             | előselejtező (3. csoport) | Lettország–Oroszország              | 1 – 1    | 10 000      |
| 2005. szeptember 7. | Vicente Calderón Stadion, Madrid | előselejtező (7. csoport) | Spanyolország–Szerbia és Montenegró | 1 – 1    | 51 491      |
| 2005. október 12.   | Nemzeti Stadion, Manáma          | rájátszás                 | Bahrein–Üzbegisztán                 | 0 – 0    | 25 000      |
| 2005. november 16.  | Generali Stadion, Prága          | rájátszás                 | Csehország–Norvégia                 | 1 – 0    | 17 464      |

###### Világbajnoki mérkőzés
Az Ausztrália-Horvátország mérkőzésen a 61. percben sárga lapot mutatott fel az egyik horvát játékosnak (Josip Simunic). Ugyan annak a játékosnak ezt megtette a 90. percben is, de elfelejtette a piros lapot – a második sárga lap után automatikusan felmutatni. Három perccel később, a meccs lefújása után újra sárga lappal jutalmazta ezt a horvát játékost, sportszerűtlen viselkedéséért, de ekkor már a piros lapot is felmutatta! Ez a tévedési sorozat végzetes volt számára, hazaküldték. 
| Időpont          | Helyszín                       | Mérkőzés típusa              | Mérkőzés                | Eredmény | Nézők száma |
| ---------------- | ------------------------------ | ---------------------------- | ----------------------- | -------- | ----------- |
| 2006. június 13. | Commerzbank-Arena, Frankfurt   | csoportmérkőzés (G. csoport) | Dél-Korea–Togo          | 2 – 1    | 48 000      |
| 2006. június 19. | Imtech Arena, Hamburg          | csoportmérkőzés (H. csoport) | Szaúd-Arábia–Ukrajna    | 0 – 4    | 50 000      |
| 2006. június 22. | Mercedes-Benz Arena, Stuttgart | csoportmérkőzés (F. csoport) | Horvátország–Ausztrália | 2 – 2    | 52 000      |

#### Labdarúgó-Európa-bajnokság
Ausztria rendezte az 1996-os U16-os labdarúgó-Európa-bajnokságot, ahol a FIFI/UEFA JB bíróként alkalmazta. Első nemzetközi megméretésén a szakemberek elégedettek voltak szolgálatának minőségével, megkezdhette nemzetközi pályafutását.
---
Az európai labdarúgó torna döntőjéhez vezető úton Belgiumba és Hollandiába a XI., a 2000-es labdarúgó-Európa-bajnokságra, Portugáliába a XII., a 2004-es labdarúgó-Európa-bajnokságra valamint Ausztriába és Svájcba a XIII., a 2008-as labdarúgó-Európa-bajnokságra az UEFA JB játékvezetőként foglalkoztatta.

##### 2000-es labdarúgó-Európa-bajnokság

###### Selejtező mérkőzés
| Időpont         | Helyszín                   | Mérkőzés típusa           | Mérkőzés          | Eredmény | Nézők száma |
| --------------- | -------------------------- | ------------------------- | ----------------- | -------- | ----------- |
| 1999. június 9. | Olimpiai Stadion, Lausanne | előselejtező (1. csoport) | Svájc–Olaszország | 0 – 0    | 13 124      |

###### Európa-bajnoki mérkőzés
| Időpont          | Helyszín                    | Mérkőzés típusa              | Mérkőzés                 | Eredmény | Nézők száma |
| ---------------- | --------------------------- | ---------------------------- | ------------------------ | -------- | ----------- |
| 2000. június 16. | Jan Breydel Stadion, Brugge | csoportmérkőzés (D. csoport) | Csehország–Franciaország | 1 – 2    | 25 000      |
| 2000. június 21. | GelreDome, Arnhem           | csoportmérkőzés (C. csoport) | Szlovénia–Norvégia       | 0 – 0    | 18 000      |

##### 2004-es labdarúgó-Európa-bajnokság

###### Selejtező mérkőzés
| Időpont              | Helyszín                           | Mérkőzés típusa           | Mérkőzés               | Eredmény | Nézők száma |
| -------------------- | ---------------------------------- | ------------------------- | ---------------------- | -------- | ----------- |
| 2002. szeptember 7.  | Darius and Girėnas Stadion, Kaunas | előselejtező (5. csoport) | Litvánia–Németország   | 0 – 2    | 8500        |
| 2003. június 7.      | Parken Stadion, Koppenhága         | előselejtező (2. csoport) | Dánia–Norvégia         | 1 – 0    | 41 824      |
| 2003. szeptember 10. | Baldvin király Stadion, Brüsszel   | előselejtező (8. csoport) | Belgium–Horvátország   | 2 – 1    | 35 000      |
| 2003. november 15.   | Estadio Mestalla, Valencia         | rájátszás                 | Spanyolország–Norvégia | 2 – 1    | 53 000      |

##### 2008-as labdarúgó-Európa-bajnokság

###### Selejtező mérkőzés
| Időpont             | Helyszín                        | Mérkőzés típusa           | Mérkőzés              | Eredmény | Nézők száma |
| ------------------- | ------------------------------- | ------------------------- | --------------------- | -------- | ----------- |
| 2006. szeptember 6. | Katonai Akadémia Stadion, Varsó | előselejtező (A. csoport) | Lengyelország–Szerbia | 1 – 1    | 5000        |

#### Nemzetközi kupamérkőzések
Vezetett Kupa-döntők száma: 1.

#### FIFA-klubvilágbajnokság
Japán rendezte a 2005-ös FIFA-klubvilágbajnokságot, ahol a FIFA JB bíróként vette igénybe szolgálatát.
| Időpont            | Helyszín                | Mérkőzés típusa   | Mérkőzés                                       | Eredmény | Nézők száma |
| ------------------ | ----------------------- | ----------------- | ---------------------------------------------- | -------- | ----------- |
| 2005. december 11. | Olimpiai Stadion, Tokió | egyik negyeddöntő | Al Ittihad (Szaúd-arábiai)–Al-Ahly (egyiptomi) | 1 – 0    | 28 281      |

##### UEFA-kupa
| Időpont             | Helyszín                         | Mérkőzés típusa       | Mérkőzés                        | Eredmény | Nézők száma |
| ------------------- | -------------------------------- | --------------------- | ------------------------------- | -------- | ----------- |
| 1997. augusztus 12. | Olimpiai Stadion, Helsingborg    | előselejtező (2. kör) | Helsingborgs IF–Ferencvárosi TC | 0 – 1    |             |
| 2005. május 18.     | Estádio José Alvalade, Lisszabon | döntő                 | Sporting CP–PFK CSZKA Moszkva   | 1 – 3    | 48 500      |

##### UEFA-bajnokok ligája
Az 1999–2000-es UEFA-bajnokok ligája tornasorozatban vezette a visszavágó selejtező mérkőzést.
| Időpont | Helyszín                 | Mérkőzés típusa       | Mérkőzés                       | Eredmény |
| ------- | ------------------------ | --------------------- | ------------------------------ | -------- |
| 1999.   | Maksimir Stadion, Zágráb | előselejtező (3. kör) | GNK Dinamo Zagreb–MTK Hungária | 2 – 0    |

## Statisztika
| Szezon    | Mérkőzések | Összes | mérkőzésenként | Összes | mérkőzésenként |
| --------- | ---------- | ------ | -------------- | ------ | -------------- |
| 1995–1996 | 21         | 62     | 2.95           | 3      | 0.14           |
| 1997–1998 | 28         | 113    | 4.03           | 12     | 0.42           |
| 1998–1999 | 32         | 119    | 3.71           | 9      | 0.28           |
| 1999–2000 | 40         | 136    | 3.40           | 6      | 0.15           |
| 2000–2001 | 43         | 119    | 2.76           | 11     | 0.25           |
| 2001–2002 | 45         | 120    | 2.66           | 6      | 0.13           |
| 2002–2003 | 40         | 119    | 2.98           | 5      | 0.12           |
| 2003–2004 | 42         | 114    | 2.71           | 4      | 0.09           |
| 2004–2005 | 45         | 124    | 2.75           | 5      | 0.11           |
| 2005–2006 | 49         | 166    | 3.38           | 10     | 0.20           |
| 2006–2007 | 48         | 165    | 3.43           | 8      | 0.16           |

## Szakmai sikerek
Az IFFHS (International Federation of Football History & Statistics) 1987-2011 évadokról tartott nemzetközi szavazásán 151, játékvezető besorolásával minden idők 17, legjobb bírójának rangsorolta, holtversenyben Joël Quiniou társaságában.
A 2008-as szavazáshoz képest 23 pozíciót előbbre lépett.

## Média
Többször szerepelt a World Soccer Daily népszerű futball rádióműsorban, ahol vitás kérdésekre ad szakmai magyarázatot. Rendszeresen jelen van a Setanta Sports Football Matters 'show műsorban, a hétvégi mérkőzések összefoglaló értékelésén. A Sky News Sunrise újság kritikusként veszi igénybe szolgálatát.

## Magánélete
Házastársa, felesége Julia, két lányuk van és egy fiuk. Poll jótékonysági munkát is végez, 2008. április 13-án futott a londoni maratonon, ahol 4 óra és 20 perc alatt ért célba. A futásból beérkező pénzt az Iain Rennie Kórház javára gyűjtötték.

## Írásai
Megjelent az önéletrajza (Seeing Redet).